# Phước Long B
Phước Long B là một phường thuộc thành phố Thủ Đức, Thành phố Hồ Chí Minh, Việt Nam.

## Địa lý
Phường Phước Long B nằm ở trung tâm thành phố Thủ Đức, có vị trí địa lý:
- Phía đông giáp phường Tăng Nhơn Phú B
- Phía tây giáp các phường Bình Thọ, Trường Thọ, Phước Long A và Phước Bình
- Phía nam giáp các phường Phú Hữu và An Phú
- Phía bắc giáp phường Hiệp Phú.

Phường có diện tích 5,88 km², dân số năm 2021 là 75.224 người, mật độ dân số đạt 12.793 người/km².

## Lịch sử
Trước đây, phường Phước Long B thuộc Quận 9, Thành phố Hồ Chí Minh, được thành lập vào ngày 6 tháng 1 năm 1997 trên cơ sở 392 ha diện tích tự nhiên và 8.002 người của xã Phước Long thuộc huyện Thủ Đức cũ.
Ngày 9 tháng 12 năm 2020, Ủy ban thường vụ Quốc hội ban hành Nghị quyết 1111/NQ-UBTVQH14 về việc thành lập thành phố Thủ Đức trên cơ sở sáp nhập toàn bộ diện tích và dân số của Quận 2, Quận 9 và quận Thủ Đức, phường Phước Long B thuộc thành phố Thủ Đức như hiện nay.